# Verdad (Uruguay)
Verdad fue un diario en formato tabloide publicado en Montevideo, Uruguay. El diario se publicó entre 1950 y 1951 como rama del Partido Comunista de Uruguay. La publicación fue lanzada en agosto de 1950, en el período previo a las elecciones generales del Uruguay de 1950.
Verdad se publicaba con cuatro páginas. El lema del diario era, "Vocero diario del Partido Comunista". Inicialmente el diario era principalmente orientado hacia los militantes del partido comunista, pero luego se hizo disponible para suscritores externos.

## Historia
El diario era gestionado por un pequeño grupo de editores y su situación financiera del diario era calamitosa. La oficina editorial de Verdad estaba ubicada en la Casa de La Prensa Comunista, junto con el periódico quincenal del partido, Justicia y su periódico mensual, Nosotras.
Héctor Rodríguez, parlamentario, dirigente de los trabajadores textiles y secretario de Propaganda Nacional del Partido Comunista, sirvió como el director de Verdad. Este cargo sin embargo era algo más que nada simbólico ya que Rodríguez carecía de tiempo para verdaderamente dirigir los asuntos cotidianos del diario. Algunos de los editores y colaboradores claves de Verdad incluyeron Niko Schvarz, César Reyes Daglio, Ismael Weinberger, Luciano Weinberger y Juan Carlos Urruzola.
En febrero de 1951 Rodríguez era bajado de rango por los líderes del partido y quitado de su puesto como director de Verdad. Finalmente el periódico cerró sus operaciones en 1951 cuando el Partido Comunista optó en concentrar sus recursos en convertir el periódico principal del partido, Justicia, a un diario. El equipo editorial de Verdad se unió entonces al equipo de Justicia.